# Піранга білокрила
Піранга білокрила (Piranga leucoptera) — вид горобцеподібних птахів родини кардиналових (Cardinalidae).

## Поширення
Вид поширений в Центральній і Південній Америці від східної Мексики до Болівії. Мешкає у вологих гірських лісах, хмарних лісах і зрілих вторинних лісах. Трапляється на кавових плантаціях та в сухих лісах.

## Опис
Дрібний птах завдовжки до 15 см. Самець червоний з чорною маскою і чорними крилами. Хвіст і крила чорні, але на останніх є дві дуже помітні білі смуги. Ноги і дзьоб чорні. Самиця оливково-зелена, з блискучими жовтуватими грудьми і горлом. Як і самець, вона має чорний дзьоб, ноги, хвіст і крила, а також дві білі смуги на кожному крилі.

## Спосіб життя
У раціон входять фрукти, ягоди, насіння і, ймовірно, комахи. Пари та невеликі групи добувають їжу в кронах дерев або на узліссі і можуть приєднуватися до змішаних зграй.

## Підвиди
Таксон включає чотири підвиди:
- P. l. leucoptera, від штату Тамауліпас в Мексиці на південь через Гватемалу, Беліз, Сальвадор і Гондурас до півночі центрального Нікарагуа.
- P. l. latifasciata, Коста-Рика та західна Панама.
- P. l. venezuelae, Анди в Колумбії на схід через Венесуелу та Гаяну до півночі Бразилії.
- P. l. ardens, західний схил Анд від Наріньо в Колумбії на південь до південно-західного Еквадору та східний схил Анд від Еквадору через Перу до департаменту Чукісака в Болівії.